# HD 164595 b
HD 164595 b是一顆環繞類太陽恆星HD 164595的太陽系外行星，距離地球約94.36光年，軌道週期40日，質量約為地球的16倍。2015年時天文學家報告接收到來自HD 164595系統的頻率11 GHz（波長2.7公分）無線電波訊號。目前仍無法確認是否和系統內的行星相關，如果該行星存在的話。或者也有可能是來自更遙遠的天體受到重力透鏡所影響。SETI的科學家正在研究該電波的起源。2016年8月30日，天文學家開始對此進行更進一步研究以尋求無線電波訊號來自該系統的更多支持證據。